# Rudolf Kirchschläger
Rudolf Kirchschläger (pronunciació alemanya: [ˈʀuːdɔlf ˈkɪʁçˌʃlɛːɡɐ] ( escolteu-ho); Niederkappel, Àustria-Hongria 1915 - Viena, Àustria 2000) Polític, diplomàtic i jutge austríac socialdemòcrata, fou President de la República d'Àustria, des del 1974 fins al 1986, també fou Ministre d'Afers Exteriors entre 1970 i 1974.

## Biografia
Va néixer el 20 de març de 1915 a Niederkappel, Alta Àustria. Quan ell tenia 11 anys es va quedar orfe.
El 1925 va començar a estudiar al Bundesaufbaugymnasium de Horn, el 1935 s'hi va graduar i va començar a estudiar dret a la Universitat de Viena, però amb l'Anschluss, al cap de tres anys va deixar la carrera sense acabar. Com que va refusar d'afiliar-se al NSDAP no va poder continuar els seus estudis, amb això va treballar en un banc fins al 1939.

### Trajectòria durant laSegona Guerra Mundial
Durant l'estiu de 1939 ingressà a la Wehrmacht, aquí participà com a soldat en la Segona Guerra Mundial, i va participar en la Invasió de Polònia i lluità al Front Oriental. El 1940 l'exèrcit li va donar dos mesos de permís per acabar la carrera de dret, on treballà fins a 20h al dia per aconseguir els diners, finalment va aprovar l'examen final el graduà com a Doctor iuris.
Després dels mesos de permís tornà a lluitar al front Oriental, on el 1942 va ésser ferit, però es recuperà. Cap al final de la guerra va ésser capità a l'acadèmia militar de Wiener Neustadt (Baixa Àustria).
A començaments d'abril de 1945 quan comandava una companyia de cadets, per evitar que els soviètics s'apropessin a Viena, va ésser greument ferit d'una cama, una lesió de la que mai es recuperà totalment.

### Després de la guerra
Després de la guerra, Kirchschläger treballà fins a 1954 com a jutge al districte de Lagenlois (Baixa Àustria) primer, i després es traslladà a Viena. El 1954 entrà a treballar al Ministeri d'Afers Exteriors, tot i això no parlava llengües estrangeres. Va anar a classes d'anglès per formar part de la comissió negociadora del Tractat de l'Estat austríac, que finalment fou signat el 15 de maig de 1955.
Entre 1967 i 1970 va ser designat ambaixador a Praga (aleshores Txecoslovàquia). Durant la Primavera de Praga, Kirchschläger va rebre l'ordre de no emetre visats de sortida als ciutadans txecs, malgrat aquest ordre, ell no ho va complir, i va emetre visats de sortida perquè els txecs s'escapessin del comunisme.
Amb la victòria del Partit Socialdemòcrata a les eleccions legislatives de l'1 de març de 1970, el nou Canceller, Bruno Kreisky el nomenà Ministre d'Afers Exteriors. Prengué possessió del càrrec el 21 d'abril de 1970, fou ministre fins al 23 de juny de 1974.

## Presidència

### Primer mandat (1974-1980)
Després de la mort de l'anterior president, el socialdemòcrata Franz Jonas el 24 d'abril de 1974, es rumorejava que el canceller Kreisky era un bon candidat a la presidència, però ell mateix ho desmentí. Els socialdemòcrates volien elegir un candidat diferent, capaç de treure vots al Partit Popular (ja que semblava que podria tenir un augment de suport). Per això el SPÖ designà Kirchschläger perquè era independent, i catòlic practicant.
A l'única volta del 23 de juny de 1974, Kirchschläger va obtenir el 51,7% i 2,392,367 vots, derrotant així ja al candidat del Partit Popular Alois Lugger, que va obtenir el 48,3% i 2,238,470 vots.
Kirchschläger apostà per una presidència amb una gran autoritat, també apostà per les polítiques exteriors ètniques. Durant el seu primer mandat aconseguí un gran prestigi i admiració entre la política del seu país.

### Segon mandat (1980-1986)
Tota la popularitat aconseguida durant el seu primer mandat, li va permetre optar a la reelecció, i a més a més, el Partit Popular li donà suport i no presentà cap candidat alternatiu per a les presidencials del 18 de maig de 1980.
Kirchschläger aconseguí un resultat històric, amb 3,538,748 vots i un 79,9% (resultat que mai havia assolit en cap elecció presidencial al país). Els altres candidats foren Willfried Gredler del Partit de la Llibertat (751,400 i 16,9% dels vots) i Norbert Burger del Partit Nacionaldemocràtic (140,741 i 3,2% dels vots).
El segon mandat l'encarà a una conscienciació mediambiental de l'estat, i actuà amb un cert ecologisme. El febrer de 1984, Kirchschläger fou el primer president austríac en fer una visita d'estat als Estats Units. Fou succeït per Kurt Waldheim.

## Retir i mort
Després de la sortida de la presidència de la república, Kirchschläger es retirà de la política per dedicar-se a estar en família.
Morí el 30 de març de 2000 a la seva residència de Viena, la causa fou una mort natural als 85 anys.